# Akiko Suzuki
Akiko Suzuki (鈴木 明子 Suzuki Akiko?,  Toyohashi, Prefectura de Aichi, Japón, 28 de marzo de 1985) es una expatinadora artística sobre hielo japonesa. Fue ganadora de bronce en el Campeonato del Mundo de 2012, tres veces medallista de la final del Grand Prix, doble ganadora de plata del Torneo de los Cuatro Continentes y campeona de los nacionales de Japón de 2014, se retiró ese mismo año.

## Carrera

### Primeros pasos
Entrenaba en Nagoya, al tiempo que trabajaba en una empresa de bienes raíces que tenía su propia pista de patinaje. Su primera medalla fue el bronce, lo ganó en la final del Grand Prix de 2001-2002 en la categoría júnior. Sufrió de varios cuadros de anorexia desde los 18 años, dejó de entrenar por su bajo peso y perdió su participación en la temporada 2003-2004.

### Trayectoria

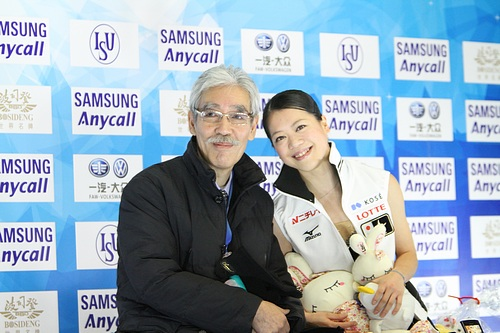
Akiko Suzuki y su entrenador Hiroshi Nagakubo en la Copa de China de 2010.

El regreso al patinaje competitivo fue durante la temporada 2004-2005. Fue entrenada por Hiroshi Nagakubo desde el año 2000 en adelante. Desde la temporada 2007-2008 en adelante comenzó con una racha de victorias. Fue asignada al Grand Prix de 2008-2009 en la categoría sénior y ganó la medalla de plata en el Trofeo NHK de 2008. En la misma temporada ganó el Trofeo de Finlandia y en 2009 obtuvo el octavo lugar en el torneo de los Cuatro Continentes. Ganó la Copa de China de 2009 y finalizó en la quinta posición del Skate Canadá de 2009, con sus puntuaciones calificó a la final del Grand Prix de 2009-2010, donde ganó la medalla de bronce. En 2010 fue asignada para competir en el Torneo de los Cuatro Continentes donde ganó la plata. Ganó de nuevo el Trofeo de Finlandia en su edición de 2010. Con los eventos de la Copa Rostelecom y la Copa de China ganados, obtuvo su segunda clasificación a una final del Grand Prix, terminó en cuarto lugar.
En la temporada 2011-2012 del Grand Prix, Suzuki ganó la medalla de plata del Skate Canadá y el oro en el Trofeo NHK. Esta vez calificó a la final del Grand Prix y ganó la medalla de plata. En el evento del Skate Canadá de 2012 ganó la medalla de plata al igual que en el Trofeo NHK del mismo año, calificó a la final del Grand Prix, donde obtuvo un tercer lugar. La patinadora anunició que la temporada 2013-2014 sería su última participación en el patinaje competitivo.
En el Torneo de los Cuatro Continentes de 2013 ganó la medalla de plata, en el Trofeo de Finlandia quedó con segundo lugar, asegurando la plata. Ganó el bronce en el Trofeo NHK de 2013 tras quedar en segundo lugar en su programa corto y cuarto lugar en el programa libre. Ganó el oro en el Campeonato de Japón y en los Juegos Olímpicos de invierno de 2014 su participación quedó en cuarto lugar y el equipo de Japón en quinto lugar. Tras su retiro del patinaje competitivo en 2014, Suzuki empezó a trabajar como coreógrafa y entrenadora junto con su exentrenador Hiroshi Nagakubo en un club de patinaje en la Prefectura de Aichi en Japón. Ha creado varios programas para Rika Hongo, Rin Nitaya y otros jóvenes patinadores.

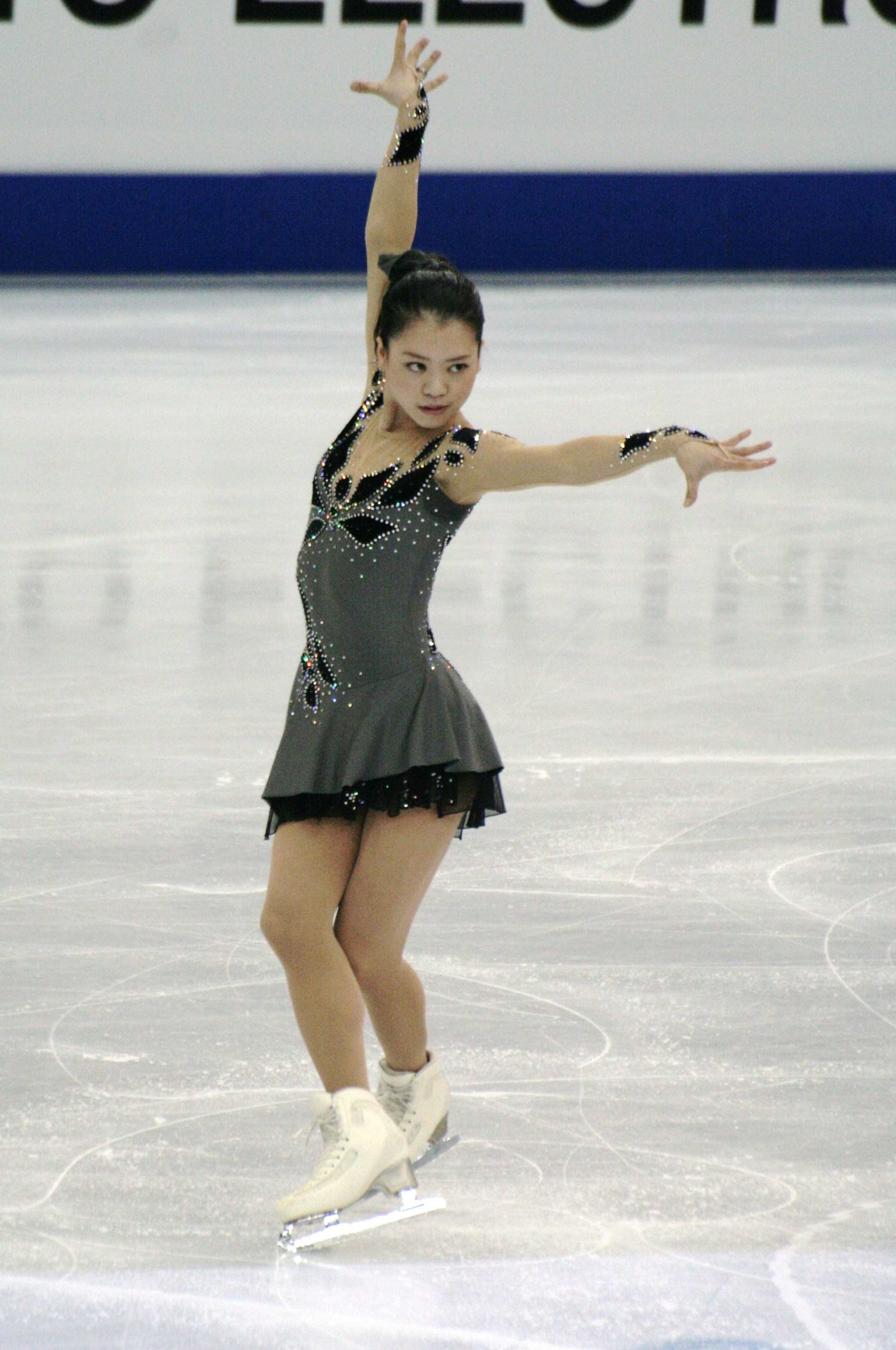
Suzuki en el Campeonato del Mundo de 2012.

### Programas
|           | Programa corto                              | Programa libre                                                         | Exhibición                                         |
| --------- | ------------------------------------------- | ---------------------------------------------------------------------- | -------------------------------------------------- |
| 2013-2014 | Hymne à l'amour de Marguerite Monnot        | El fantasma de la ópera de Andrew Lloyd Webber                         | Ladies in Lavender (Coreografía de Kenji Miyamoto) |
| 2012-2013 | Kill Bill (Coreografía de Anjelika Krylova) | O(del Cirque du Soleil) de Benoit Jutras (Coreografía de Akiko Suzuki) | Les parapluies de Cherbourg de Michel Legrand      |
| 2011-2012 | Hungarian Rhapsody de Franz Liszt           | Die Fledermaus de Johann Strauss II                                    | You Haven't Seen the Last of Me de Cher            |
| 2010-2011 | Tango Jalousie de Jacob Gade                | Fiddler on the Roof de Jerry Bock                                      | Ice Queen de Paul Dinletir                         |
| 2009-2010 | Andalucia de Bill Whelan                    | West Side Story de Leonard Bernstein                                   | Caribe de Michel Camilo                            |
| 2008-2009 | La Campanella de Franz Liszt                | Dark Eyes de Francis Lai                                               | Libertango de Astor Piazzolla                      |
| 2007-2008 | Firedance de Bill Whelan                    | Titanic de James Horner                                                | Nocturne de Secret Garden                          |